# Conseil parlementaire
Le Conseil parlementaire (Parlamentarischer Rat) était un organe institué en 1948 par les onze ministres-présidents des Länder des zones d’occupation américaines, britanniques et françaises en Allemagne afin de rédiger la Loi fondamentale de la République fédérale d’Allemagne (se limitant alors à l'Allemagne de l'Ouest). Il fut en fonction du 1er septembre 1948 au 14 août 1949 et siégea à Bonn.

Il était composé de 65 délégués des onze Länder occidentaux, auxquels s’ajoutaient 5 représentants sans droit de vote pour Berlin-Ouest. Son président fut le chrétien-démocrate Konrad Adenauer, futur chancelier fédéral.
Il adopta le 8 mai 1949 la Loi fondamentale, qui entra en vigueur le 23 mai suivant, et le 1er Bundestag, organe législatif du nouvel État, fut élu le 14 août.

## Histoire
Le Conseil parlementaire est instauré avec pour mission de rédiger une constitution pour un État fédéral que voulaient créer les Länder de la trizone. Il doit travailler dans le cadre des documents de Francfort, dans lesquels les Alliés occidentaux ont posé en juillet 1948 des conditions pour consentir à la création du nouvel État. La convention constitutionnelle d’Herrenchiemsee, réunie en août, élabore un projet de départ. Les parlements provinciaux élisent du 6 au 31 août les délégués au Conseil.
Le Conseil parlementaire est ouvert le 1er septembre 1948 par une cérémonie au musée Alexander Koenig, le museum d'histoire naturelle de Bonn ; sa séance constitutive a lieu le même jour à l'académie de pédagogie (Pädagogische Akademie), qui accueillera toutes les réunions du Conseil et de ses commissions : le bâtiment sera plus tard transformée en Bundeshaus (« Maison fédérale » en français). La séance est présidée par Christian Stock, ministre-président de Hesse et président de la conférence des ministres-présidents ; les discours d’ouverture sont prononcés par Stock et par Karl Arnold, ministre-président de Rhénanie-du-Nord-Westphalie, le Land qui accueille le Conseil. Le chrétien-démocrate rhénan Konrad Adenauer est élu président du Conseil parlementaire ; sont également élus deux vice-présidents, le social-démocrate Adolph Schönfelder et le libéral-démocrate Hermann Schäfer.
Après plusieurs mois de travail, le Conseil parlementaire adopte le projet constitutionnel le 8 mai 1949 par 53 voix contre 12.
Les trois gouverneurs militaires occidentaux donnent leur accord le 12 mai. Le Landtag de Bavière refuse de ratifier le texte qui lui paraît trop peu fédéraliste, tout en déclarant que le Land le reconnaîtra s’il obtient assez de ratifications pour entrer en vigueur ; les deux tiers des signatures requises ayant été atteintes, les dix autres Länder le ratifièrent, ainsi la Bavière accepta donc finalement le texte.
La Loi fondamentale de la République fédérale d’Allemagne entre en vigueur le 23 mai 1949 dans les onze Länder d’Allemagne de l’Ouest ainsi que dans les secteurs occidentaux de Berlin.
Le Conseil parlementaire prononce sa dissolution le 14 août 1949, jour de l’élection du 1er Bundestag.

## Composition
Le Conseil parlementaire comprenait 65 délégués des zones d’occupation occidentales, ainsi que 5 délégués sans droit de vote pour les secteurs occidentaux de Berlin, tous élus par les parlements provinciaux.
Il y avait un délégué pour 750 000 habitants environ ; la délégation la plus nombreuse était celle de Rhénanie-du-Nord-Westphalie (16 délégués), et les moins nombreuses étaient celles de Wurtemberg-Hohenzollern (2), de Bade (2) et de Brême (1).
| Parti | Parti          | Délégués | %      |
| ----- | -------------- | -------- | ------ |
|       | Groupe CDU/CSU | 27       | 41,5 % |
|       | Groupe SPD     | 27       | 41,5 % |
|       | Groupe FDP     | 5        | 7,7 %  |
|       | Délégués KPD   | 2        | 3,1 %  |
|       | Délégués DP    | 2        | 3,1 %  |
|       | Délégués DZP   | 2        | 3,1 %  |

Les trois principaux partis formèrent des groupes, dont les présidents étaient Anton Pfeiffer (CDU/CSU), Carlo Schmid (SPD) et Theodor Heuss (FDP).
Quatre des délégués étaient des femmes, ce qui n’empêcha pas que les constituants fussent qualifiés de « pères de la Loi fondamentale ».
Six membres ayant démissionné et un étant décédé pendant le mandat du Conseil, 77 personnes au total y ont siégé compte tenu des remplacements.

## Travaux constituants
Les constituants de 1948 se sont donné la mission de tirer les leçons de la violation des droits fondamentaux par le régime nazi et de ce qu’ils percevaient comme les erreurs de la constitution de Weimar. Ils ont renforcé la position du chef de gouvernement en introduisant par exemple la motion de censure constructive, tandis qu’ils attribuaient au chef d’État une fonction principalement symbolique. Ils ont consacré les droits fondamentaux à un plus haut degré et ont fait de la démocratie allemande une « démocratie combative » (streitbare Demokratie) pouvant interdire les partis antidémocratiques et les empêcher d’utiliser les procédures constitutionnelles pour parvenir au pouvoir.
Afin de souligner que la République fédérale d’Allemagne ne devait être qu’un État provisoire, le texte reçut le titre le « Loi fondamentale » (Grundgesetz) plutôt que celui de « Constitution » (Verfassung).
La Loi fondamentale affichait comme but la réinstauration de l’unité de l’Allemagne, évoquée dans le préambule et dans l’article 23. Les Alliés intervinrent cependant pour garantir leurs intérêts ; Berlin-Ouest, dont le Conseil parlementaire souhaitait faire un Land à part entière, dut par exemple garder son statut particulier, et les parlementaires que la ville put envoyer au Bundestag n’y avaient pas le droit de vote.

## Ressources